# Lazarówka (stacja kolejowa)
Lazarówka – dawna wąskotorowa towarowa stacja kolejowa w Tarnowskich Górach, w województwie śląskim, w Polsce. Stacja była zlokalizowana w kilometrze 8,0 linii Nowy Karb – Bibiela. Została otwarta w 1854 roku.